# بی‌بی مهلت
بی‌بی مهلت، روستایی از توابع بخش خشت و کمارج شهرستان کازرون در استان فارس ایران است.

## جمعیت
این روستا در دهستان کمارج قرار دارد و بر اساس سرشماری مرکز آمار ایران در سال ۱۳۸۵، جمعیت آن ۳۹۳ نفر (۸۸خانوار) بوده‌است.
جمعیت این روستا+روستاهای تابع اطراف در سال ۱۳۹۹بالغ بر۹۵۰ نفر گزارش شده‌است.

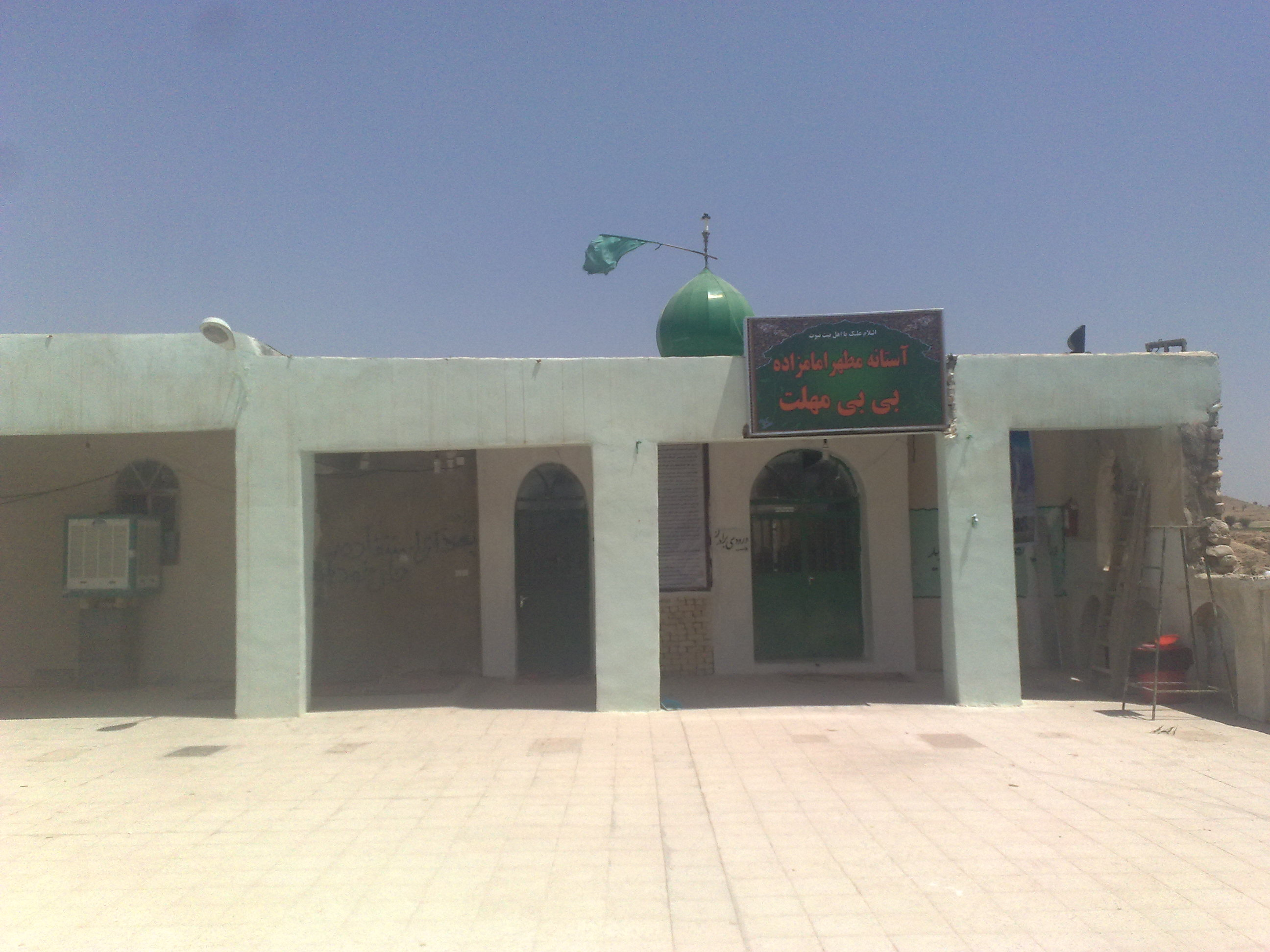
عکسی از صحن امام زاده بی بی مهلت گرفته شده در تابستان ۱۳۹۲